# マッケンジー・ジーグラー
マッケンジー・フランシス・ジーグラー(Mackenzie Frances Ziegler、2004年6月4日 - )はアメリカ合衆国のダンサー、歌手、女優、モデル。6歳の時に出演したLifetimeのリアリティーダンス番組『ダンス・マム』で最も知られ、ダンサーで女優のマディー・ジーグラーの妹である。
連続ホームコメディの『Nicky, Ricky, Dicky & Dawn』などの番組にも出演しており、Polo Ralph Laurenのモデルで、彼女のSNSのinstagramには800万人のフォロワー、Musical.lyには900万人のファン、Youtubeには1800万人の登録者がいる。
彼女の音楽の経歴は2014年のアルバム「Mack Z.」から始まった。続いて2018年に二枚目のアルバム「Phases」をリリース。

## 生い立ち
マッケンジーはペンシルベニア州、ピッツバーグで生まれ、ペンシルベニア州マリーズビルで育った。彼女の両親、Melissa Ziegler-Gisoni とKurt Zieglerは彼女が6歳の時（2009年）に自己破産の末、離婚。彼女の母親は2013年にGreg Gisoni と再婚した。彼女には、姉で同じくダンサー、女優として知られている、マディー・ジーグラー、異父兄弟のRyan と Tyler、そしてステップ兄弟のMatthew と Michelleがいる。彼女は2歳のときに Abby Lee Dance Company でダンスを始めた。
彼女はホームスクーリングだったため、学校に通っていない。